# Ernest Lehman
Ernest Lehman (Nova Iorque, 8 de dezembro de 1915 - Los Angeles, 2 de julho de 2005) foi um roteirista estadunidense. Ele foi indicado seis vezes ao Oscar, mas nunca venceu. Em 2001, Lehman tornou-se o primeiro roteirista a receber um Oscar honorário, pelo conjunto de sua carreira.

## Filmografia
- Executive Suite (1954)
- Sabrina (com Billy Wilder e Samuel Taylor) (1954)
- Somebody Up There Likes Me (1956)
- The King and I (1956)
- Sweet Smell of Success (com Clifford Odets) (1957) (também História)
- North by Northwest (1959)
- From the Terrace (1960)
- West Side Story (1961)
- The Prize (1963)
- The Sound of Music (1965)
- Who's Afraid of Virginia Woolf? (1966)
- Hello, Dolly! (1969)
- Portnoy's Complaint (1972) (também Diretor)
- Family Plot (1976)
- Black Sunday (com Kenneth Ross e Ivan Moffat)  (1977)

## Prêmios e indicações
| Ano  | Prêmio                           | Indicação                        | Resultado |
| ---- | -------------------------------- | -------------------------------- | --------- |
| 1955 | Oscar de Melhor Roteiro Adaptado | Sabrina                          | Indicado  |
| 1955 | Globo de Ouro de Melhor Roteiro  | Sabrina                          | Venceu    |
| 1960 | Oscar de Melhor Roteiro Original | Intriga Internacional            | Indicado  |
| 1962 | Oscar de Melhor Roteiro Adaptado | West Side Story                  | Indicado  |
| 1967 | Oscar de Melhor Roteiro Adaptado | Quem Tem Medo de Virginia Woolf? | Indicado  |
| 1967 | Oscar de Melhor Filme            | Quem Tem Medo de Virginia Woolf? | Indicado  |
| 1970 | Oscar de Melhor Filme            | Hello, Dolly!                    | Indicado  |